# Rodrigo de Castro Osorio
Rodrigo de Castro Osorio, (Valladolid? 1523 - Sevilha 1600) foi um cardeal, arcebispo de Sevilha e membro do Conselho de Estado de Espanha durante o reinado de Filipe II de Espanha. Foi tio de Pedro Fernández de Castro y Andrade, VII Conde de Lemos. Conhecido popularmente como "Cardeal Rodrigo de Castro"; autêntico homem renascentista, tido por muitos autores como o último grande príncipe eclesiástico.

## Biografia
Nascido em Valladolid em 1523, por se encontrar ali casualmente a sua nai, Beatriz de Castro, "A formosa", III Condessa de Lemos, mulher duma beleza tal que deu em inspirar o popular verso:
De las carnes, el carnero/
De los pescados, el mero/
De las aves, la perdiz/
De las mugeres, la Beatriz
O seu nascimento em Valladolid é, no entanto, discutido por autores como Germán Vázquez, dado que nunca se pôde achar a partida de nascimento. Porém, a opinião maioritária, obtida através de documentos secundários e terceiras pessoas, é a do seu nascimento em Salamanca. Germán Vázquez esgrime o seu testamento, no que, falando de Monforte de Lemos, diz; "por bien y utilidad de mi patria". Este argumento, sim serve, em câmbio, para que outros autores estabeleçam a sua "galeguidade"; assim diz Cotarelo; "Lonxe da patria, xamais a olvida" "Dichosos serían para Don Rodrigo os días pasados na patria, xamáis olvidada"; nesta ordem de cousas, é muito criticado por se rodear, no seu Arcebispado Hispalense, duma corte de funcionários galegos, com os quais, segundo Cotarelo, consultava no seu idioma nativo.
Estuda direito canônico na Universidade de Salamanca, onde o seu irmão é bispo. O seu espírito inquieto leva-o a viajar: Flandres, Portugal, França, Itália, Alemanha; viagens nas que se faz com um importante patrimônio artístico, a maior parte do qual vai atesourando na cidade de Monforte de Lemos, à que o liga uma forte predileção. Adquire um importante papel na corte de Filipe II de Espanha, onde se lhe encomendam importantes missões diplomáticas, ademais de fazer parte do Conselho de Estado e do Supremo Conselho da Inquisição.

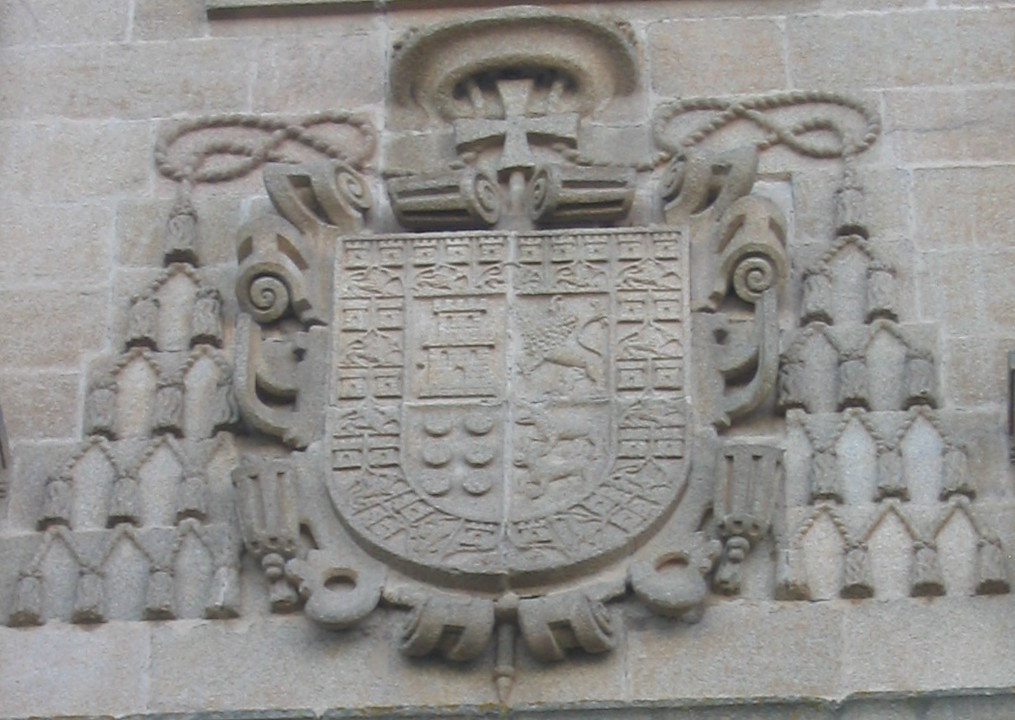
Escudo de armas do Cardeal, no Colégio de Nossa Senhora da Antiga. Nele observam-se os seis roeis característicos da família Castro, e os lobos da família Osório.

Foi ordenado presbítero em 1559, provavelmente por Pedro de Castro, então bispo de Cuenca. O bispo e o capítulo da catedral elegeram-no cônego e chantre da catedral; ocupou o cargo por apenas meio ano. Nessa época, participou do processo contra o arcebispo de Toledo, Dom Bartolomé Carranza, tanto na Espanha como em Roma. Em 31 de janeiro de 1560, compareceu em Guadalajara ao casamento do rei Felipe II com Isabel de Valois; depois, ele quis voltar ao seu cânon de Cuenca, mas o rei o nomeou conselheiro da Inquisição e ele teve que ir residir na corte.
Foi eleito bispo de Zamora em 30 de agosto de 1574, sendo consagrado em 7 de novembro, na igreja de San Jerónimo el Real, em Madrid, pelo cardeal Gaspar de Quiroga y Vela, bispo de Cuenca e inquisidor geral, coadjuvado por Bernardo de Fresneda, bispo de Córdoba, e por Francisco Soto de Salazar, bispo de Albarracín e Segorbe. Foi transferido para a Sé de Cuenca em 13 de junho de 1578.
Participou activamente das negociações entre o Rei Filipe II e a família real de Portugal pelo trono daquele reino. Quando as negociações pacíficas fracassaram, a guerra começou e em 1580 o rei espanhol tornou-se governante de Portugal. De Badajoz, a caminho de Portugal, o Rei Filipe escreveu ao Bispo Castro pedindo-lhe que fosse a Barcelona para receber a sua irmã Maria da Áustria, esposa do Sacro Imperador Maximiliano II; ao mesmo tempo, o rei comunicou-lhe que o havia proposto arcebispo de Sevilha. O envio das bulas pelo papa foi feito com surpreendente brevidade e, em 20 de outubro de 1581, ele foi promovido a arcebispo metropolitano de Sevilha. O novo arcebispo tomou posse da sé em Barcelona, por procuração, em 15 de fevereiro de 1582. Acompanhou a irmã do rei a Madri e ali teve que ficar nove meses para servir de testemunha no processo contra Antonio Pérez, secretário do rei.
Foi criado cardeal no Consistório de 12 de dezembro de 1583. Acompanhou o rei em sua viagem política a Aragão, Catalunha e Valência e, em Saragoça, recebeu o chapéu vermelho do núncio apostólico Ludovico Taverna, bispo de Lodi, em 7 de março de 1585; e lá, ele celebrou o casamento de Catarina Micaela com Carlos Emanuel I, Duque de Saboia e depois voltou para Sevilha. Em 20 de maio do mesmo ano, recebe o título de cardeal-presbítero de Santos XII Apóstolos.
Celebrou sínodos arquidiocesanos em 1586 e 1592. Em fevereiro de 1588, encarregou Fernando de Silva de representá-lo perante o vigário-geral e absolver Miguel de Cervantes Saavedra da censura de excomunhão em que incorrera, sem culpa, pelo embargo ao trigo das igrejas de Écija destinadas à Invencível Armada; o mesmo arcebispo posteriormente assinou a absolvição.
Depois de uma peregrinação a Santiago de Compostela em julho de 1594, visitou Monforte de Lemos e se hospedou no convento de San Antonio. É durante a convalescência duma grave enfermidade quando decide começar a monumental obra do Colégio de Nossa Senhora da Antiga, o seu maior legado para Monforte de Lemos. O colégio, a única mostra de estilo herreriano na Galiza, leva o nome da virgem sobre a que recaia a devoção do cardeal. Nesta mesma época instaura na cidade uma festa em honra das relíquias que fora atesourando, e que se conservam no museu do convento de Santa Clara (conhecido como as clarissas), de Monforte. A escritura de dotação do colégio outorga-se em Madrid, estando presente o seu sobrinho Pedro Fernández de Castro y Andrade, ainda muito novo, que desenvolveria durante a sua vida muitos dos traços do humanismo e paixão pelas artes do seu tio.

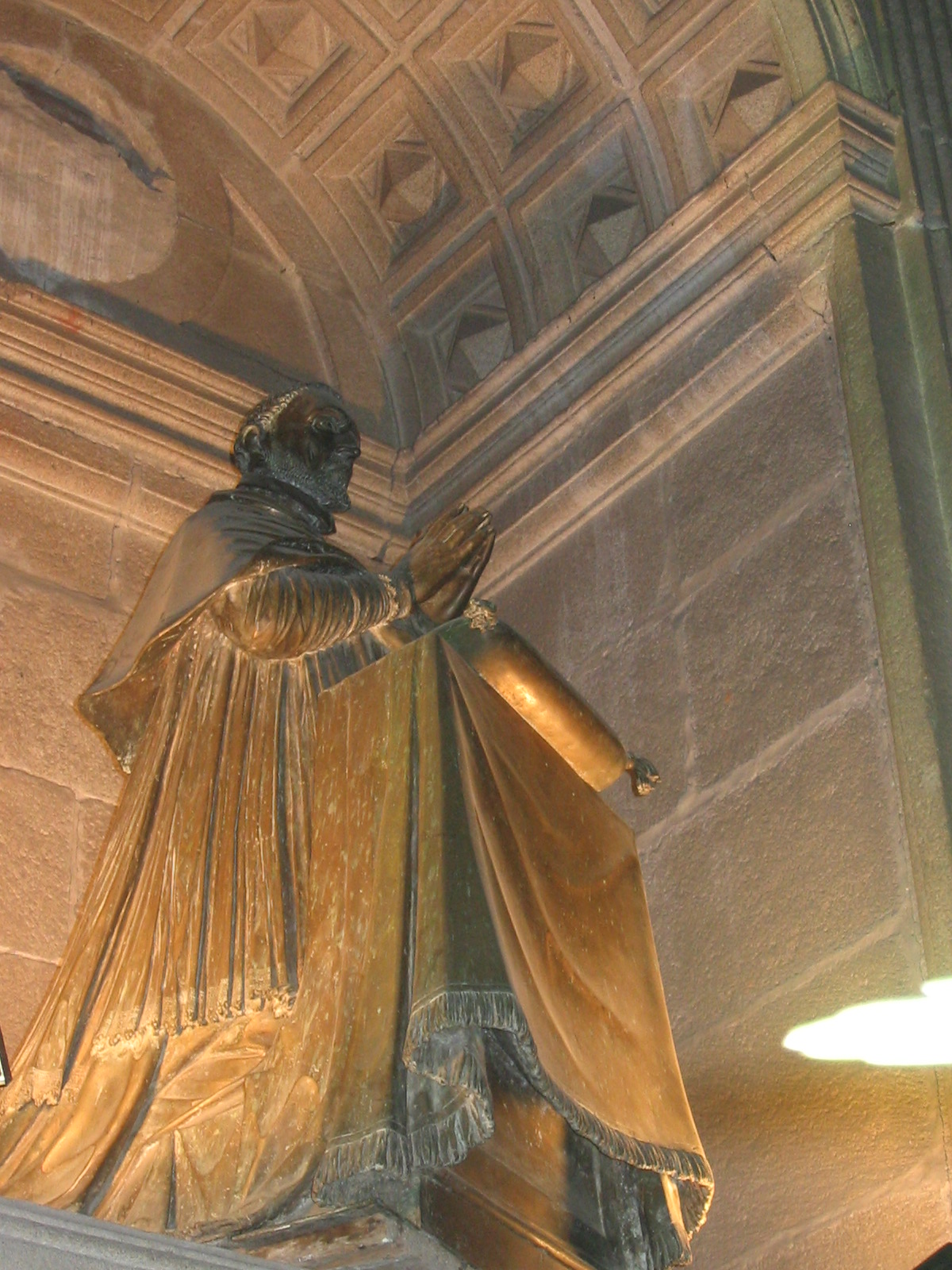
Rodrigo de Castro, estátua orante, por Juan de Bolonia

O rei Filipe II nomeou-o Conselheiro de Estado em 1596 e seu sucessor, Filipe III, o manteve nesse cargo. Em 1598 foi a Madrid para o casamento do futuro rei Felipe III com Margarida da Áustria; o acontecimento foi obscurecido pela morte do rei Filipe II e o casamento foi celebrado em Valência, dirigido por Juan de Ribera, arcebispo daquela cidade.
O cardeal é muito criticado pelo seu gosto pelo boato e pela sumptuosidade. Sente uma grande afeição pela cetraria, da que fica constância pelo tratado de Pero López de Ayala que ainda se conserva no museu de Nossa Senhora da Antiga, e que pertencia à sua colecção pessoal. Custosas partidas de caça e grão número de serventes e criados, ademais do gosto pelo luxo e as obras de arte.
O seu outro aspecto era a sua generosidade e humanismo; creia uma residência para raparigas em situação difícil, luta pela humanização do trato nas prisões, ajuda o clero empobrecido e ajuda na construção e melhora de templos, hospitais e asilos, ademais de exercer de mecenas das artes. De ele diria Lope de Vega num popular soneto:

Príncipe glorioso que ya de mejor púrpura vestido rayos ciñe de luz, estellas pisa— Lope de Vega
Nunca veria o Colégio de Nossa Senhora da Antiga, já que falece em Sevilha em 1600. Como deixado disposto no testamento, o traslado dos seus restos a Monforte de Lemos foi realizado, onde jazem, no Colégio, sob uma estátua realizada por Juan de Bolonia que o apresenta em posição de rezo e enfrontado a uma pintura da virgem que monopolizava as suas devoções, Nossa Senhora da Antiga, pintura que esconde detrás de si o sepulcro da sua nai, Beatriz de Castro "A Formosa".

## Conclaves
- Conclave de 1585 - não participou da eleição do Papa Sisto V
- Conclave de setembro de 1590 - não participou da eleição do Papa Urbano VII
- Conclave do outono de 1590 - não participou da eleição do Papa Gregório XIV
- Conclave de 1591 - não participou da eleição do Papa Inocêncio IX
- Conclave de 1592 - não participou da eleição do Papa Clemente VIII

## Ligação externa
- «GCatholic» (em inglês)
- «Catholic Hierarchy» (em inglês)
- «The Cardinals of the Holy Roman Church» (em inglês)